# Galium nigroramosum
Galium nigroramosum là một loài thực vật có hoa trong họ Thiến thảo. Loài này được (Ehrend.) Dempster mô tả khoa học đầu tiên năm 1990.